# Bill Cunningham (modefotograaf)
William John Cunningham ( Boston, 13 maart 1929 - New York, 25 juni 2016) was een Amerikaans modefotograaf voor de New York Times, bekend om zijn 'spontane' fotografie op straat met als thema mode. Hij wordt ook wel gezien als de peetvader van streetstyle-fotografen, die op zoek gaan naar stijlvol geklede mensen op straat.  In zijn jonge jaren was hij ook een succesvolle hoedenmaker.

## Biografie
Cunningham was in 1948 kort ingeschreven op de Harvard-universiteit maar besloot al na twee maanden te stoppen met zijn studie. Hij verhuisde op 19-jarige leeftijd naar New York. Aldaar begon onder de naam 'William J.' hoeden te ontwerpen en te maken. Na een onderbreking door het uitvoeren van zijn dienstplicht in het Amerikaanse leger keerde hij in 1953 terug in New York en ging hij verder als hoedenmaker. Zijn hoeden werden goed ontvangen, onder zijn klanten in de jaren 1950 behoorden onder meerZijn klanten in de jaren 1950 waren onder meer Marilyn Monroe, Katharine Hepburn, Rebekah Harkness en toekomstige First Lady Jacqueline Bouvier. Mede aangemoedigd door zijn klanten begon hij ook te schrijven over mode, eerst voor Women's Wear Daily en later ook voor de Chicago Tribune. Als modejournalist was hij degene die in Amerika als eerste schreef over de couturiers Azzedine Alaïa en Jean Paul Gaultier.
Tijdens zijn werk als schrijvende journalist begon hij met het maken van spontane modefoto's in de straten van New York. Op het gebied van fotografie kan Cunningham worden beschouwd als een autodidact. Eind jaren 1960 begon hij in een periode van acht jaar met het verzamelen van vintage mode. Cunningham fotografeerde, mede fotograaf en vriendin Editta Sherman, in deze kleding op diverse locaties in Manhattan. In 1978 resulteerde dit in de publicatie Facades met een verzameling van 128 van deze foto's.
In de jaren 1970 begon hij te werken voor de New York Times. Zijn meest opvallende  en succesvolle columns voor de krant waren On the Street en Evening Hours, beiden werden nog tot kort voor zijn dood in 2016 gepubliceerd. Voor On the Street fotografeerde Cunningham passerende mensen, met de focus op hun kleding, in de straten van Manhattan, vaak op de hoek van Fifth Avenue en 57th Street. Voor Evening Hours bezocht Cunningham high-society-evenementen, zoals het prestigieuze International Debutante Ball.
In de jaren 1980 werkte hij ook voor het voormalige modetijdschrift voor mannen, Details. In het tijdschrift werden voornamelijk zijn modekritieken en foto-essays gepubliceerd.
Cunningham overleed op 87-jarige leeftijd aan de gevolgen van een beroerte. In zijn persoonlijke archieven vonden zijn nabestaanden een autobiografisch manuscript getiteld: Fashion Climbing. Na een veiling werd het manuscript in 2018 postuum gepubliceerd door Penguin Press.

## Erkenning
- 1983 - Outstanding photographer of the year (Council of Fashion Designers of America)
- 2008 - Orde van Kunsten en Letteren (Frans Ministerie van Cultuur)

## Documentaires
In 2010 werd de documentaire Bill Cunningham New York uitgebracht door filmmaker Richard Press en schrijver Philip Gefter. In 2013 werd deze documentaire aangekocht door het Museum of Modern Art voor hun permanente filmcollectie. 
In 2018 verscheen de documentaire The Times of Bill Cunningham van regisseur Mark Bozek.